# Notopteroidei
Sous-ordre
Les Notopteroidei sont un sous-ordre de poissons téléostéens de l'ordre des Osteoglossiformes.

## Liste des super-familles
Selon NCBI (4 août 2010) :
- super-famille des Hiodontoidea
- super-famille des Mormyroidea
- super-famille des Notopteroidea